# Salmānu-ašarēd V.
Salmānu-ašarēd V. (auch Šulmānu-ašarēd V. oder biblisch Salmanassar) war 726 bis 721 v. Chr. König des assyrischen Reiches. Wie vor ihm bereits sein Vater Tukulti-apil-Ešarra III. (Tiglath-Pileser III.) war er zugleich König von Babylonien. Dort führte er den Namen Ulūlāja (oder Ululai).
Der Name Salmānu-ašarēd bedeutet etwa Salmānu ist der oberste/vornehmste [Gott]. Zur Herkunft des abweichenden Königsnamens in Babylonien wird vermutet, dass er dort einfach seinen Prinzennamen beibehielt. Inschriften oder ähnlich verlässliche Nachweise mit diesem Namen wurden aber nicht gefunden. Seine Gemahlin war Banitu, sinngemäß übersetzt die Schöne. Neuere Forschung hält für möglich, dass sie die Witwe seines Vaters war – nicht seine Mutter, sondern aus einer späteren Ehe.
Salmānu-ašarēd V. annektierte Kilikien und kämpfte gegen zahlreiche, vor allem syrisch-palästinensische Unruhen. Die Eroberung von Samaria (2 Kön 17,6 ) darf noch als Verdienst seiner Regierungszeit gerechnet werden. Da er aber wohl noch während ihrer Belagerung einem Mordanschlag zum Opfer fiel, wird die Einnahme der Stadt häufiger seinem Nachfolger Šarru-kīn II. (Sargon II.) zugeschrieben.
Dem biblischen Bericht zufolge musste sich Hoschea, der letzte König des Nordreichs Israel, Salmanassar unterwerfen (2 Kön 17,3 ). Hoschea soll mit Pharaoh Osorkon IV. konspiriert und ihm etwa 725 v. Chr. einen Boten mit der Bitte um Hilfe gegen die Assyrer geschickt haben. Zu Beginn der Dritten Zwischenzeit hatte sich Ägypten unter Scheschonq I. bis tief in die Levante ausgebreitet, dann aber seinen Einfluss in der Region an das Assyrische Reich verloren. Seitdem versuchten die Herrscher vom Nil mehrfach ihren Einfluss auf Palästina dadurch zurückzugewinnen, dass sie vor Ort zur Revolte gegen die assyrische Vorherrschaft ermutigten und dann den Aufständischen militärische Unterstützung leisteten.
Ob Salmānu-ašarēd V. von Šarru-kīn II. gestürzt wurde, der wohl sein Bruder war, oder ob er anderweitig zum Opfer innerer Unruhen wurde, bleibt Spekulation und geht aus den historischen Quellen nicht hervor. Salmānu-ašarēd V. hatte seine Gegner im assyrischen Kernland und vor allem in Babylon zu lange sich selbst überlassen. In der Zwischenzeit hatte sich ungestört eine mächtige Gegenpartei gebildet, aus Anhängern der von seinem Vater in Babylon gestürzten Dynastie, aber auch aus unzufriedenen Städten und Priesterschaft, die sich durch die von Tukulti-apil-Ešarra III. vereinheitlichte Steuerpolitik geschädigt sahen. Sein Nachfolger hatte es daher eilig, die abgeschafften Privilegien und Selbstverwaltungsrechte wieder einzuführen.

## Sonstiges
- Die Champagner-Flasche mit 9 Litern Inhalt, was 12 regulären Flaschen entspricht, wird als Salmanazar bezeichnet.